# Erik Palladino
Erik Palladino (Yonkers, New York, 10 de mayo de 1968) es un actor estadounidense, conocido por su participación en la serie Urgencias.

## Primeros años
Nació en la ciudad neoyorquina de Yonkers y es el menor de tres hermanos. Su padre era contratista de calefacción y su madre profesora de una escuela en su ciudad natal.
De pequeño, Erik era un fanático de Saturday Night Live y de la película Toro salvaje. A los 13 años comenzó a inspirarse en actores como John Belushi y Robert De Niro, pasando a formar parte más tarde de la Children's Repertory Company, que se encargaba de ofrecer papeles de series de televisión o películas a sus niños.

## Carrera
Finalizó sus estudios de interpretación en la universidad Marymount Manhattan, donde se licenció en teatro. Debutó en 1994 con un pequeño papel durante solo un capítulo, en la serie Cinco en familia. Dos años más tarde, ganó fama en la sitcom de FOX: Married... with Children, llevándole hasta Los Ángeles para probar suerte con nuevos proyectos.
El trabajo que le catapultó a la fama fue el de Dr. Dave Malucci en ER, donde hizo que muchos de los críticos de cine se dieran cuenta del talento que tenía. Con los años fue realizando proyectos, demostrando la gran diversidad que tenía a la hora de interpretar ciertos papeles desde la comedia hasta el drama, pasando por cine y televisión.

## Vida privada
A los 17 años fue arrestado por asalto, estuvo un año en libertad condicional y los cargos fueron retirados. Tras lo ocurrido, fue enviado a una escuela católica, dirigida por el arzobispo Stepinac en White Plains, Nueva York. Allí hizo dos grandes amigos que finalmente terminarían adentrándose en el mundo de la actuación al igual él: Jon Voight y Alan Alda, coincidiendo con este último en la serie de televisión ER.
Erik tuvo una relación con la actriz Sarah-Jane Potts de 1999 a 2001. Se casó con Jaime Lee en agosto de 2005, siguiendo juntos en la actualidad y habiendo tenido dos hijos: Roman (2010) y Enzo.

## Filmografía

### Cine
- 2015 - Agatha (Telefilme), como Capitán Benjamin Cooper.
- 2015 - A Deadly Adoption (Telefilme), como Sheriff.
- 2014 - Happy Birthday!, como texano.
- 2014 - Mischief Night, como Sr. Payton.
- 2013 - Violet, como Erik.
- 2013 - Caught on Tape, como Hector.
- 2011 - Answers to Nothing, como Jerry.
- 2011 - The Speed of Thought, como Butler.
- 2010 - Luna de miel mortal (Telefilme), como Sherrick.
- 2010 - Buried (voz), como agente especial Harris.
- 2009 - La otra hija, como Oficial Ed Lowry.
- 2009 - A day in the life, como agente especial Budden.
- 2009 - Stuck (Telefilme), como Erik.
- 2008 - Lower Learning, como Smooth Bob Willoman
- 2008 - Hotel California, como Troy.
- 2008 - Asalto sin límite (Telefilme), como Kevin Hawkins.
- 2007 - Suspect (Telefilme), como detective Robbie Panelli.
- 2007 - Return to House on Haunted Hill, como Desmond.
- 2006 - The thirst, como Jason.
- 2005 - L.A. Dicks, como Sal "Goldberg" DeVolio.
- 2005 - Barry Dingle, como Derek Childers.
- 2005 - Alchemy, como Groom.
- 2004 - Muerte y desayuno, como David.
- 2003 - Latter Days, como Keith Griffin.
- 2003 - Justice, como Drew Pettite.
- 2002 - Algo más que cómplices, como Tony the Tuner Moretti.
- 2001 - Última jugada, como Tepper.
- 2001 - Strange Frequency (Telefilme), como Buck.
- 2000 - U-571, como marinero Anthony Mazzola.
- 1999 - This Space Between Us, como Jesse Fleer.
- 1999 - Road Kill, como Alex.
- 1998-1999 - The Week That Girl Died, como Vinnie.
- 1998 - Ya no puedo esperar, como primo Ron.
- 1996 - Hollywood Boulevard, como Seamus.

### Televisión
- 2012-2014 - NCIS: Los Ángeles, como Vostanik Sabatino y Roger McAdams.
- 2012-2013 - 666 Park Avenue, como Tony DeMeo.
- 2011 - Harry's Law, como abogado del Sr. Harrington.
- 2011 - Castle, como entrenador Rome.
- 2010-2011 - The Defenders, como agente Bukant.
- 2010-2011 - Toda la verdad, como detective Kipper Jenks.
- 2010 - Rizzoli & Isles, como detective Bobby Marino.
- 2009-2010 - Make It or Break It, como Marty Walsh.
- 2009 - Navy: investigación criminal, como Sargento Marine Daniel Cryer.
- 2009 - Último aviso, como Matheson.
- 2009 - Cupid, como Mick Kazarian.
- 2009 - Fringe (Al límite), como Eliot Michaels.
- 2009 - Reaper, como Michael "Red" Sabatino.
- 2009 - Sin cita previa, como Mitch.
- 2008 - La hora 11, como Blake Miller.
- 2008 - Ganando el juicio, como ADA Brandon Radley.
- 2008 - Mentes criminales, como detective Cooper.
- 2007 - Numb3rs, como Capitán Adams.
- 2007 - Crossing Jordan, como agente Cropius.
- 2006 - C.S.I., como Dan Nobler.
- 2005 - Over there, como Sargento Chris "Scream" Silas
- 2004 - Dr. Vegas, como John Gallo Jr.
- 2004 - Como la vida misma, como Mike Abrejo.
- 2003 - Joan de Arcadia, como Teniente Michael Daghlian.
- 2003 - Ley y orden: Unidad de víctimas especiales, como detective Dave Duethorn.
- 2002 - La juez Amy, como Anthony Cangiano.
- 1999-2001 - Urgencias, como Dr. Dave Malucci.
- 2001 - Strange Frequency, como Buck.
- 1998-1999 - DiResta, como Tully.
- 1997 - Malcolm & Eddie, como Jason.
- 1996-1997 - Murphy Brown, como Danny.
- 1996 - Matrimonio con hijos, como Michael Nardini.
- 1995 - Live Shot
- 1994 - Cinco en familia, como cliente.

### Cortometrajes
- 2004 - Breach, como Taylor.